# Acrodontium crateriforme
Acrodontium crateriforme är en svampart som först beskrevs av J.F.H. Beyma, och fick sitt nu gällande namn av de Hoog 1972. Acrodontium crateriforme ingår i släktet Acrodontium, divisionen sporsäcksvampar och riket svampar.   Inga underarter finns listade i Catalogue of Life.